# Broxylus
Broxylus is een geslacht van kevers uit de familie netschildkevers (Lycidae).

## Soorten
Deze lijst is mogelijk niet compleet.
- B. jezeki
- B. kalamensis
- B. majeri
- B. malinensis
- B. orobuensis
- B. pendolensis
- B. pseudofenestratus
- B. tanatorajensis